# Język port sandwich
Język port sandwich, także lamap – język austronezyjski z grupy języków oceanicznych, używany w południowo-wschodniej części wyspy Malekula, w granicach państwa Vanuatu.
Jego użytkownicy (~750 osób) zamieszkują dziewięć wsi w rejonie miejscowości Lamap.
Nie istnieje rodzima nazwa języka, a określenie „port sandwich” ma charakter geograficzny. 
Z danych publikacji Ethnologue (wyd. 22, 2019) wynika, że praktycznie wyszedł z użycia. W XX w. badaniem języka port sandwich zajmował się Jean-Michel Charpentier. Został opisany w postaci słownika (1974) i opracowania gramatycznego (1979).